# Temporada da NFL de 2025
A Temporada da NFL de 2025 será a 106ª temporada regular da National Football League (NFL), a principal liga profissional de futebol americano dos Estados Unidos. A temporada deverá começar em 4 de setembro de 2025 e contará com o Philadelphia Eagles, campeão da temporada anterior. O Super Bowl LX, a grande final da liga, marcará o término da temporada em 8 de fevereiro de 2026, no Levi's Stadium, em Santa Clara, Califórnia.
Nesta temporada, o segundo jogo da NFL no Brasil deverá acontecer, em 5 de setembro de 2025, no Neo Química Arena em São Paulo, entre os Chargers e os Chiefs.

## Mudança nas regras
As seguintes mudanças de regras para a temporada de 2025 foram aprovadas na reunião dos donos da NFL entre 30 de março e 2 de abril:
- As regras de kickoff aprovadas em caráter experimental em 2024 foram tornadas permanentes, com a seguinte alteração:
  - O time que recebe a bola agora começará na linha das 35 jardas se o chute entrar ou ultrapassar a end zone (anteriormente, era na linha das 30 jardas).
  - Se a bola quicar e entrar na end zone, o time que recebe ainda começará na linha das 20 jardas.
- Ambos os times terão a chance de possuir a bola na prorrogação, alinhando as regras da temporada regular e dos playoffs. Diferente dos playoffs, a prorrogação na temporada regular continuaria limitada a 10 minutos.
- As regras de replay foram expandidas, permitindo que os oficiais de vídeo orientem os árbitros em campo sobre "aspectos específicos e objetivos de uma jogada" e para corrigir questões administrativas do jogo.
- O gesto de "limpar o nariz", popularizado por CeeDee Lamb como comemoração de touchdown, foi adicionado à lista de atos que resultariam em uma penalidade de conduta antidesportiva de 15 jardas, por também ser um sinal de gangue associado aos Bloods, usado para indicar que alguém não é confiável.[4]
- O sistema Sony "Hawk-eye" será usado para medições virtuais da linha de first down no lugar da equipe com as correntes, que continuará sendo usada como sistema secundário.

A seguinte mudança de regra para a temporada de 2025 foi aprovada na reunião da liga em 20–21 de maio:
- Os times poderão declarar um onside kick em qualquer momento do jogo quando estiverem perdendo (antes, isso só era permitido no quarto quarto) e poderão se alinhar uma jarda mais perto do adversário. Os onside kicks também serão executados da linha das 34 jardas, em vez das 35 jardas usadas anteriormente.[6]